# مگردیچ آرمن
مگردیچ گریگوری هاروتیونیان (به ارمنی: Մկրտիչ Գրիգորի Հարությունյան) با نام ادبی مگردیچ آرمن (به ارمنی: Մկրտիչ Արմեն)، (زاده ۲۷ دسامبر ۱۹۰۶ در آلکساندراپول - درگذشته ۲۲ دسامبر ۱۹۷۲ در ایروان)، نویسندهٔ اهل ارمنستان بود.

## زندگینامه
وی در خانواده‌ای هنرمند در آلکساندراپول (گیومری کنونی) به دنیا آمد و در مؤسسه سینمایی گراسیموف در مسکو به تحصیل پرداخت.
وی داستان‌های کوتاه و رمان‌هایی نوشت که وی را در ارمنستان و نیز در سراسر اتحاد شوروی به شهرت رساند. شاهکار وی رمان چشمهٔ هغنار است که در سال ۱۹۳۵ به چاپ رسید و بعدها برای ساخت دو فیلم مورد اقتباس قرار گرفت. مگردیچ آرمن برای مدتی از سوی حکومت به سیبری تبعید شد و تا سال ۱۹۵۳ در آنجا ماند. وی در سال ۱۹۶۴ خاطرات دوران تبعید خود را به چاپ رساند و ۸ سال بعد در ایروان درگذشت. و در آرامستان مرکزی ایروان (توخماخ) به خاک سپرده شد.